# لی چه یون (خواننده، زاده ۲۰۰۰)
لی چه یون (کره‌ای: 이채연؛ زادهٔ ۱۱ ژانویه ۲۰۰۰) که بیشتر با نام هنری چه‌یون (انگلیسی: Chaeyeon) شناخته می‌شود، خواننده، رقصنده و ترانه‌سرای اهل کره جنوبی است. او به عنوان عضو سابق گروه دخترانهٔ آیز*وان شناخته می‌شود که پس از قرارگیری در جایگاه دوازدهم برنامه رقابتی پرودوس ۴۸ در شبکه ام‌نت عضو این گروه شد. چه‌یون در ۱۲ اکتبر ۲۰۲۲ با انتشار آلبوم چندآهنگهٔ خود به نام Hush Rush فعالیت انفرادی خود را آغاز کرد.

## اوایل زندگی
چه‌یون زادهٔ ۱۱ ژانویه ۲۰۰۰ در یونگین، کره جنوبی است. او در فوریه ۲۰۲۰ از دبیرستان سوچون فارغ‌التحصیل شد. چه‌یون دو خواهر کوچکتر دارد، چه‌ریونگ عضو گروه ایتزی و چه‌مین.

## فیلم‌شناسی

### مجموعه‌های تلویزیونی
| سال  | عنوان             | نقش          | توضیحات   | منابع |
| ---- | ----------------- | ------------ | --------- | ----- |
| ۲۰۱۰ | نان، عشق و رؤیاها | دختر دبستانی | سیاهی‌لشکر |       |

### برنامه‌های تلویزیونی
| سال       | عنوان             | نقش  | توضیحات           | منابع |
| --------- | ----------------- | ---- | ----------------- | ----- |
| ۲۰۱۳–۲۰۱۴ | کی-پاپ استار ۳    | خودش | شرکت کننده        | [ ۳ ] |
| ۲۰۱۵      | شانزده            | خودش | شرکت کننده        | [ ۴ ] |
| ۲۰۱۸      | پرودوس ۴۸         | خودش | شرکت کننده        | [ ۵ ] |
| ۲۰۲۱      | استریت وومن فایتر | خودش | شرکت کننده        | [ ۶ ] |
| ۲۰۲۲      | سفرنامه           | خودش | عضو گروه بازیگران | [ ۷ ] |

### برنامه‌های اینترنتی
| سال  | عنوان                         | نقش               | توضیحات   | منابع |
| ---- | ----------------------------- | ----------------- | --------- | ----- |
| ۲۰۲۱ | آژانس مسافرتی آدولا: سفر تقلب | عضو گروه بازیگران | فصل ۱ و ۳ | [ ۸ ] |
| ۲۰۲۱ | Get It Beauty K-BOX           | مجری اصلی         |           | [ ۹ ] |

### حضور در موزیک ویدئوها
| سال  | عنوان    | آرتیست | منابع |
| ---- | -------- | ------ | ----- |
| ۲۰۱۵ | «فقط تو» | میس ای |       |